# Vérkhniaia Knia
Vérkhniaia Knia - Верхняя Кня (rus) - és un poble de la República del Tatarstan, a Rússia. El 2010 tenia 101 habitants.